# 妹力99世界巡迴演唱會
妹力99世界巡迴演唱會，是臺灣女歌手張惠妹的第二次大型個人巡迴演唱會，亦是首位亞洲巡迴演唱會解鎖指標性城市體育場的華語女歌手。1999年7月正式開啟，涵蓋台灣、大陸、香港、新加坡、馬來西亞等14個場次，全程超過50萬人次。並成為第一位登上上海體育場演唱的華人歌手，且全場爆滿、8萬人座無虛席，演出當晚體育場四周交通大打結，更吸引國內外權威媒體報導，成為為上海史上最成功的演唱會之一。在北京創下三個第一：在北京工人體育場開個唱的第一人，最高票價2000元人民幣；創流行歌手在北京開個唱的最高價，售票達6萬多張；創北京單場演出觀眾人數的最高紀錄。而香港舊啟德機場的2個場次則湧入5萬多人。在台北市立體育場更成為至今唯一「開全場」的女歌手
擠爆近5萬人，被視為台灣演唱會史上的一大標竿，阿妹也是首位在台東縣立體育場開個人大型售票演唱會歌手，湧入上萬名人潮。在新加坡方面也是首位在新加坡國家體育場開售票演唱會華人歌手，三萬五千張門票全部銷售一空。「張惠妹現象」在華人地區的發酵更是登上美國報章新聞，國外新聞媒體皆以斗大篇幅報導，阿妹並在同年成為首位登上亞洲周刊封面人物的台灣藝人。許多人甚至認為，張惠妹有繼承鄧麗君在中國大陸不墜人氣的實力。

## 巡演場次
| 場次 | 日期           | 國家／地區 | 城市             | 場館               | 備註                                              |
| ---- | -------------- | ---------- | ---------------- | ------------------ | ------------------------------------------------- |
| 1    | 1999年7月3日   | 臺灣       | 台中市           | 台中市立體育場     | [ 11 ]                                            |
| 2    | 1999年7月10日  | 臺灣       | 高雄市           | 高雄市立中山體育場 |                                                   |
| 3    | 1999年7月17日  | 臺灣       | 台東縣           | 台東縣立體育場     | 首位在此場地開個人大型售票演唱會歌手              |
| 4    | 1999年7月24日  | 臺灣       | 台北市           | 台北市立體育場     | 至今唯一在此場地「開全場」的女歌手                |
| 5    | 1999年8月6日   | 中国大陆   | 北京市           | 工人體育場         | 首位在此場地開個人大型售票演唱會的華人歌手        |
| 6    | 1999年8月13日  | 中国大陆   | 上海市           | 上海體育場         | 首位在此場地開個人大型售票演唱會的華人歌手        |
| 7    | 1999年8月20日  | 中国大陆   | 廣東省廣州市     | 天河體育場         | 首位在此場地連開2場個人大型售票演唱會的台灣女歌手 |
| 8    | 1999年8月22日  | 中国大陆   | 廣東省廣州市     | 天河體育場         | 首位在此場地連開2場個人大型售票演唱會的台灣女歌手 |
| 9    | 1999年8月27日  | 中国大陆   | 雲南省昆明市     | 拓東體育場         | 首位在此場地連開2場個人大型售票演唱會的華語女歌手 |
| 10   | 1999年8月29日  | 中国大陆   | 雲南省昆明市     | 拓東體育場         | 首位在此場地連開2場個人大型售票演唱會的華語女歌手 |
| 11   | 1999年9月10日  | 香港       | 香港特別行政區   | 啟德舊機場         | 首位在此場地連開2場個人大型售票演唱會的華語女歌手 |
| 12   | 1999年9月12日  | 香港       | 香港特別行政區   | 啟德舊機場         | 首位在此場地連開2場個人大型售票演唱會的華語女歌手 |
| 13   | 1999年9月25日  | 新加坡     | 新加坡           | 新加坡國家體育場   | 首位在此場地開個人大型售票演唱會的華人歌手        |
| 14   | 1999年10月15日 | 马来西亚   | 吉隆坡聯邦直轄區 | 默迪卡體育場       |                                                   |

## 曲目列表
Act 1
1. 給我感覺
2. Bad Boy
3. High High High
4. 藍天
5. 原來你什麼都不要

Act 2
1. 寂寞保齡球
2. 日出
3. 站在高崗上
4. 一想到你啊+Lean On Me
5. 剪愛
6. 哭不出來
7. 解脫
8. 聽海

Act 3
1. 愛最大
2. 三天三夜
3. 我可以抱你嗎
4. 不要騙我

Act 4
1. Are You Ready
2. 當我開始偷偷地想你
3. 別在傷口灑鹽
4. 愛什麼稀罕

Act 5
1. 後知後覺
2. A-La-Mu
3. 姊妹

Act 6
1. 牽手